# Moshkhmhat
Moshkhmhat (in armeno Մոշխմհատ?, in azero Moşxmhat) o Baharly (in azero Baharlı, inizialmente in azero Quşçubaba) è una piccolissima comunità rurale del distretto di Xocalı in Azerbaigian, facente parte fino al 2020 della regione di Askeran nella repubblica di Artsakh (fino al 2017 denominata repubblica del Nagorno Karabakh).
Conta poche decine di abitanti e risulta essere una delle più piccole comunità rurali della regione oltre che la più meridionale essendo quasi sul confine con la regione di Martowni, in una verde zona collinare tra boschi e campi coltivati.

## Storia
Il villaggio è stato catturato dalle forze azere il 7 novembre 2020, durante la seconda guerra del Nagorno Karabakh.

## Monumenti e luoghi d'interesse
Tra i siti del patrimonio storico presenti nel villaggio e nei suoi dintorni vi è il monastero di Ghevondyats Anapat (armeno: Ղևոնդյաց անապատ, noto anche come monastero di Ghondik, Ղոնդիկ) risalente al periodo compreso tra il V e il XIX secolo, un khachkar del XII/XIII secolo, un monumento alla sorgente del XVII secolo, un ponte del XVII-XVIII secolo, un cimitero del XIX secolo, un mulino ad acqua del XIX secolo e la chiesa di Surb Astvatsatsin del XIX secolo (armeno: Սուրբ Աստվածածին, lett. Santa Madre di Dio").